# El Dorado kommun, Colombia
El Dorado är en kommun i Colombia.   Den ligger i departementet Meta, i den centrala delen av landet, 110 km söder om huvudstaden Bogotá. Antalet invånare är 3 291.